# 時間支配者
《時間支配者》是台湾漫画家彭杰的漫畫作品，於2014年5月起在中國漫畫雜誌《漫畫行》上連載，2015年3月時起至2018年2月期間與日本的《少年Jump+》合作進行連載。故事內容是失去記憶的主角和伙伴，为了找和他簽訂契約的惡魔「計」而旅行。
動畫在中国、美國的Crunchyroll平台、台灣由巴哈姆特動畫瘋、愛奇藝、LiTV 線上影視、中華電信MOD以及韓國的Animax上線。同名動畫則由project No.9製作，於2017年7月7日起由東京都會電視台、日本BS放送等電視台放送。

## 故事簡介
秘密、無法割捨的感情證明就是回憶，而以人類時間為食的惡魔被稱為「計」，操縱時間與其對抗的人被稱為時間支配者「chronosruler」。
被計奪走「時間」的維克托，與最親密的夥伴(兒子)霧，憑藉著「時之契」操作時間的能力，來討伐吞噬人類時間的怪物“計”來奪回過去!
王牌時間支配者维克托和伙伴們找尋當年跟他签訂契约的“計”，因此而陷入了巨大的陰謀…

## 登場人物
維克托·普汀（聲：福山潤／劉婧犖〈幼年〉）
本作主角。實際年齡39歲，外表年齡只有15歲。霧的父親。
柯羅諾斯－神屬支配者第七神支『ACE支配者』。
霧·普汀（聲：石川界人）
維克托的兒子。
柯羅諾斯－神屬支配者第三神支・支配水的『澄水支配者』。
蜜娜·普汀（聲：釘宮理惠）
自稱是維克托的妻子、霧的母親的少女。
柯羅諾斯－神屬支配者第八神支・支配風的『嵐華支配者』。
布雷茲（聲：赤羽根健治）
柯羅諾斯－神屬支配者第六神支・支配火的『爆炎支配者』。
艾絲翠德（聲：伊藤靜）
柯羅諾斯的領導人。時間之神柯羅諾斯唯一的正統末裔。
史涅克（聲：杉田智和）
柯羅諾斯的技術部門主任。喜歡女高中生制服的變態。

## 出版書籍
| 卷數 | 浙江文藝出版社 →長江出版社 | 浙江文藝出版社 →長江出版社 | 東立出版社    | 東立出版社         |
| 卷數 | 發售日期                   | ISBN                       | 發售日期      | EAN                |
| ---- | -------------------------- | -------------------------- | ------------- | ------------------ |
| 1    | 2015年5月1日               | ISBN 978-75-3394221-2      | 2017年7月10日 | EAN 471094555235-4 |
| 2    | 2016年5月1日               | ISBN 978-75-3394496-4      | 2017年8月9日  | EAN 471094555236-1 |
| 3    | 2016年5月1日               | ISBN 978-75-3394497-1      | 2017年9月8日  | EAN 471094555319-1 |
| 4    | 2017年2月1日               | ISBN 978-754923428-8       |               |                    |
| 5    | 2017年2月1日               | ISBN 978-75-4923514-8      |               |                    |

## 電視動畫
於2017年7月7日起由東京都會電視台、日本BS放送等電視台放送

### 製作人員
- 原作：彭傑
- 監督：松根正人
- 系列構成：横手美智子
- 腳本：横手美智子、吉野弘幸、松根正人
- 人物設計：飯島弘也
- 道具設計：宮川治雄
- 色彩設計：長澤諒司
- 美術設計：BARNSTORM DESIGN LABO
- 美術監督：池田裕輔
- 背景美術：スタジオSuuuu
- 3DCG：BAMBOO
- 攝影監督：高津純平
- 攝影：Asahi Production
- 音響監督：郷文裕貴
- 音響製作：STUDIO MAUSU
- 音樂：Evan Call
- 音樂製作：Lantis
- 動畫制作：project No.9
- 制作：「時間支配者」製作委員會

### 主題曲
片頭曲「RULER GAME」
作詞：takao、松井洋平，作曲、編曲：鳴風，主唱：Fo'xTails
片尾曲
作詞、主唱：やなぎなぎ，作曲、編曲：bermei inazawa

### 各話列表
| 話數   | 日文標題 | 中文標題   | 劇本       | 分鏡                        | 演出                 | 總作畫監督                 |
| ------ | -------- | ---------- | ---------- | --------------------------- | -------------------- | -------------------------- |
| 第1話  |          | 存在與虛無 | 横手美智子 | 松根正人、中山岳洋 渡邊純央 | 矢野孝典             | 滝吾郎                     |
| 第2話  |          | 記憶與回想 | 横手美智子 | 小川優樹、渡邊純央          | 小川優樹             | 丸山修二                   |
| 第3話  |          | 偶像的黃昏 | 吉野弘幸   | 渡邊純央                    | 長濱亘彥             | 滝吾郎                     |
| 第4話  |          | 不安的概念 | 吉野弘幸   | 中山岳洋                    | 安藤貴史             | 丸山修二                   |
| 第5話  |          | 善惡的彼岸 | 吉野弘幸   | 渡邊純央                    | 熊谷雅晃、佐々木純人 | 丸山修二                   |
| 第6話  |          | 意思與表象 | 吉野弘幸   | 坂田純一                    | 松川朋弘             | 滝吾郎                     |
| 第7話  |          | 哲學的貧乏 | 松根正人   | 渡邊純央                    | 伊部勇志             | 丸山修二                   |
| 第8話  |          | 事實與虛構 | 横手美智子 | 黒田晃一郎、渡邊純央        | 黒田晃一郎           | 滝吾郎                     |
| 第9話  |          | 責任與原理 | 横手美智子 | 長濱亘彦                    | 長濱亘彦             | 丸山修二                   |
| 第10話 |          | 推測與反駁 | 横手美智子 | 下司泰弘                    | 矢野孝典             | 丸山修二                   |
| 第11話 |          | 超越自我   | 横手美智子 | 中山岳洋                    | 久保太郎             | 滝吾郎                     |
| 第12話 |          | 過程與實在 | 横手美智子 | 小川優樹                    | 戸澤俊太郎、安藤貴史 | 丸山修二                   |
| 第13話 |          | 幻想的未來 | 横手美智子 | 渡邊純央                    | 渡邊純央             | 飯島弘也、滝吾郎、丸山修二 |

### 播放單位
| 播放日期                 | 播放時間          | 播放電視台     | 播放地區 | 備註                                   |
| ------------------------ | ----------------- | -------------- | -------- | -------------------------------------- |
| 2017年7月8日 - 9月30日   | 週五24:30 - 25:00 | 東京都會電視台 | 東京都   |                                        |
|                          |                   | BS11           | 日本全域 | BS放送 / 『ANIME+』節目                |
|                          |                   | SUN電視台      | 兵庫縣   |                                        |
|                          |                   | KBS京都        | 京都府   |                                        |
| 2017年10月8日 - 12月31日 | 週日11:30 - 12:00 | i-Fun動漫台    | 臺灣     | 中華電信MOD，有重播時段 整點為前集重播 |

| 刊登日期                | 刊登時間          | 刊登網站                                                                  |
| ----------------------- | ----------------- | ------------------------------------------------------------------------- |
| 2017年7月8日 - 9月30日  | 週六 12:00 更新   | DOCOMO動畫商城                                                            |
| 2017年7月12日 - 10月4日 | 週三12:00 更新    | Amazon Video、Amazon Prime、U-NEXT アニメ放題、樂天SHOWTIME、Niconico動畫 |
|                         | 週三21:00 - 21:30 | AbemaTV                                                                   |
|                         | 週三21:30 更新    | Abema Video                                                               |
| 2017年7月13日 - 10月5日 | 週三24:30 - 25:00 | ニコニコ生放送                                                            |

### 藍光
| 卷數 | 發售日期       | 收錄話數       | 規格編號 |
| ---- | -------------- | -------------- | -------- |
| 1    | 2017年9月29日  | 第1話 ~ 第3話  | G-93109  |
| 2    | 2017年10月27日 | 第4話 ~ 第8話  | G-93110  |
| 3    | 2017年12月7日  | 第9話 ~ 第13話 | G-93111  |

## 外部連結
- （简体中文）電視動畫《時間支配者》翻翻動漫官網介紹 （页面存档备份，存于）
- （日語）電視動畫《時間支配者》動畫公式官網 （页面存档备份，存于）
- （日語）電視動畫《時間支配者》動畫官網的X（前Twitter）
- （繁體中文）電視動畫《時間支配者》愛奇藝正版播出專題 （页面存档备份，存于）
- （繁體中文）電視動畫《時間支配者》巴哈姆特動畫瘋正版播出專題 （页面存档备份，存于）
- （日語）《時間支配者》週刊少年Jump的增刊號連載中
- （简体中文）《時間支配者》中文版電子連載 （页面存档备份，存于）
- （日語）《時間支配者》日文版電子連載 （页面存档备份，存于）